# Тайсен Дешимару
Тайсен Дешимару (на японски: 弟子丸泰仙; на английски: Taisen Deshimaru) е японски будистки монах, учител по дзен-будизъм и писател на произведения за това учение.

## Биография и творчество
Ясуо Тайсен Дешимару е роден на 29 ноември 1914 г. в малко село близо до Сага, префектура Сага, Кюшу, Япония. Неговият дядо по бащина линия е преподавал джудо на самураи през периода „Мейджи“, докато другият му дядо по майчина линия бил доктор по източна медицина. Баща му е бизнесмен, и е бил кмет на града, а майка му е предана последователка на шин-будизма. Докато е дете тя го обучава в религиозния дух на будизма. Той учи в Университета в Йокохама и прави дълго проучване на християнството и Библията под ръководството на един протестантски свещеник. След това се насочва към школата на риндзай будизма.
След дипломирането си работи на административен пост в „Митсубиши“. Учи икономика в Университета на Токио. Жени се и има три деца. По това време среща учителя Кодо Саваки Роши, който преподава сото дзен будизма, и става негов ученик.
По време на Втората световна война е освободен от армията поради късогледство. Изпратен е към военната администрация на остров Банка в Индонезия, където се разработва медна мина. Там обучава работещите от различни националности на дзен будизъм. Заради защитата му на местните жители от репресиите на японската окупационна армия е пратен в затвора, но е освободен от властите в Токио. След това отива на остров Билитон да работи в медна мина, която е отнета от холандците. В края на войната е заловен от американците, и е изпратен в лагер в Сингапур.
След войната се завръща при учителя Кодо Саваки и следва учението му продължение на 14 години. Основава Институт за азиатска култура и практикува дзадзен. Преди смъртта си през 1965 г., учителят Кодо Саваки му предава щафетата и го прави свой официален духовен приемник. Напътства го да продължи разпространява учението по света.
През 1967 г. учителят Дешимару оставя семейството на сина си, качва се на Транссибирската железница, и пристига в Париж в края на годината. Без да знае френски и без пари първоначално живее в магазин за здравословни храни, и се издържа като лектор по дзен будизъм и практикува Шиацу масажи. Шиацу е традиционна японска терапия, която използва натиск с пръсти, длани, лакти и колене върху специфични точки по тялото, наречени меридиани. Целта е да се подобри енергийния поток и да се стимулира естественото изцеление на тялото. Шиацу съчетава техники от акупресура и масаж, за да облекчи стреса, подобри кръвообращението и повиши общото благосъстояние на тялото. Терапията може да бъде полезна при различни физически и емоционални проблеми, включително болка, стрес и умора. Шиацу като терапия се развива в Япония в началото на 20-ти век. Тя се базирана на древни китайски лечебни техники и японски масажни практики, известни като Анма. Шиацу официално е призната като форма на терапия в Япония през 1950 г. благодарение на работата на Токуджиро Намикоши, който създава съвременната форма на Шиацу. Той основава първото училище по Шиацу през 1940 г. в Токио, което спомага за популяризирането и разпространението на техниката както в Япония, така и по света. 
Шиацу и дзен будизма имат общи корени в японската култура и философия, които акцентират върху връзката между тялото и духа, както и важността на енергийните потоци в организма.
Тайсен Дешимару установява своето доджо на улица „Пернети“ в Париж и основава Европейската дзен асоциация. През 1970 г. е получил дхарма от Ямада Рейрин Роши, а през 1976 г. е упълномощен да бъде представител (кайкиосокан) на Сото дзен будизма за цяла Европа. Неговата харизма, комбинирана с естественост и чувство за хумор, привлича много хора от интелектуалните, научните и политически кръгове на Европа, и го прави популярен. Постепенно, предимно с помощта на млади хора, се основават около 100 доджо в Европа и Северна Америка. През 1980 г. основава La Gendronnière Zen Temple в областта Лоара, който става център за разпространение на дзен учението, и е най-големият извън Япония.
За учението на дзен будизма пише с помощта на своите ученици редица книги, които постоянно се преиздават. Напътствията и примерите на Тайсен Дешимару черпят своята сила от факта, че той отлично познава съвременното мислене и проблеми на модерния човек на ХХ век, и съчетава западното мислене с дзен учението. Той насърчава учениците си да живея без его, личен интерес, или желание за лична изгода, и да следват космическия ред „несъзнателно, естествено и автоматично“.
Тайсен Дешимару умира от рак на панкреаса на 30 април 1982 г. в Токио, Япония.
Истинското признание за неговия труд идва след смъртта му. Иуамото Зенджи, президент на Японската будистка федерация и отговарящ за Сото дзен будизма, го определя като „Бодхидарма на Новите времена“.

## Произведения
- Zen et cerveau (1976)
- Za-Zen, the practice of the Zen (1977)
- The Voice of the Valley (1979)
- Questions to a Zen Master (1985)
- The Ring of the Way: Testament of a Zen Master (1987)
- Дзен в бойните изкуства, Изд. Хелиопол, 1994, The Zen Way To Martial Arts (1991)
- Sit: Zen Teachings of Master Taisen Deshimaru (1996)
- The Way of True Zen (2002)